# (37583) Ramonkhanna
1990 TH8 (asteroide 37583) é um asteroide da cintura principal. Possui uma excentricidade de 0.13382740 e uma inclinação de 1.21017º.
Este asteroide foi descoberto no dia 13 de outubro de 1990 por Freimut Börngen e Lutz D. Schmadel em Tautenburg.